# Parc national Sturt
Le parc national Sturt est un parc du nord-ouest aride de la Nouvelle-Galles du Sud en Australie à 1 059 km au nord de Sydney, à 330 km au nord de Broken Hill par un accès mi piste, mi route goudronnée et à 400 km à l'ouest de Bourke par la piste. Créé en 1972, le parc est nommé d'après l'explorateur Charles Sturt. Il couvre plus de 3 400 km2 et est l'un des plus grands parcs nationaux de l'état. Le parc offre un paysage typique de l'outback, avec ses paysages brun rougeâtre. Il a été créé à partir de cinq anciennes propriétés. Il a été mis en vedette dans le documentaire britannique Planète Terre.[réf. nécessaire] La clôture construite contre les dingos longe la frontière nord du parc.

## Flore et faune
Le parc abrite d'importantes populations de kangourous roux et gris. La végétation se compose principalement de mulga et de broussailles sèches. Après de bonnes pluies le paysage aride est transformé par la prolifération de fleurs sauvages comme Swainsona formosa.

## Attractions

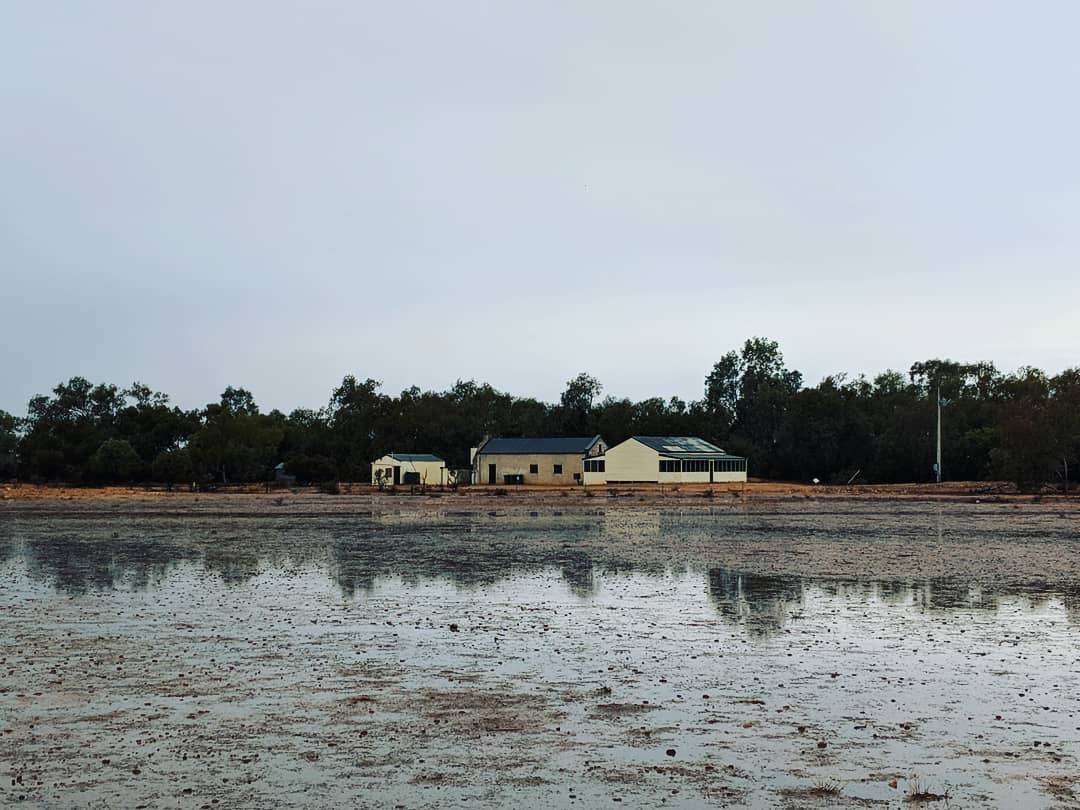
Les tondeuses à bois du Mont Sturt, après 10 mm de pluie.

Le parc contient des tertres ancestraux et des reliques de pierre aborigènes. Il existe de nombreux sentiers de randonnée et un réseau étendu de pistes. La plupart des pistes du parc sont empierrées avec certains tronçons sablonneux et peuvent être empruntées par un véhicule conventionnel. Un véhicule 4x4 est nécessaire après de fortes pluies.
Dans l'est du parc, on trouve des plaines d'inondation, parsemées d'arbres qui laissent ensuite la place à des gorges rocheuses et à des lits de ruisseaux. C'est là que l'on trouve le mont Wood, le Gorge Lookout et le terrain de camping du mont Wood.
Vers le centre du parc, les Olive Downs ou Jump Up Country est une région de mesas, des tables plates surplombant de 150 mètres les plaines environnantes, d'affleurements de granit et de vastes plaines. Les Jump Ups sont les restes d'une ancienne chaîne de montagne. C'est là qu'on trouve le deuxième terrain de camping du parc appelé Dead Horse Gully. Un autre terrain de camping se trouve dans une zone de rochers au nord de Tibooburra. Tous sont équipés de toilettes, de barbecues à gaz et d'eau (non potable) . Il est interdit d'allumer des feux dans le parc.
Le parc est à visiter de préférence entre avril et octobre; Attention aux nuits très fraiches.
À l'extrême ouest du parc, les plaines dispersées sont remplacées par les dunes du désert Strzelecki. Cameron Corner est une destination touristique populaire mais éloignée où les États de Nouvelle-Galles du Sud, d'Australie-Méridionale et du Queensland se rencontrent. C'est dans cette partie du parc que se trouve Fort Grey, le quatrième terrain de camping et un site patrimonial. Les vestiges visibles ici sont ceux laissés par l'explorateur Charles Sturt qui avait construit des palissades pour protéger son matériel et empêcher ses moutons d'errer trop loin. À la recherche d'un légendaire mer intérieure, Charles Sturt a passé un an dans la région.